# Сэмюэлс, Джей-Ми
Джей-Ми Сэмюэлс (англ. J-Mee Samuels; род. 20 мая 1987, Уинстон-Сейлем, Северная Каролина) — американский легкоатлет, специалист по бегу на короткие дистанции. Выступал на профессиональном уровне в 2000-х и 2010-х годах, обладатель бронзовой медали Панамериканских игр, победитель и призёр крупных международных стартов, участник чемпионата мира в Осаке.

## Биография
Джей-Ми Сэмюэлс родился 20 мая 1987 года в Уинстон-Сейлеме, штат Северная Каролина.
Занимался лёгкой атлетикой во время учёбы в местной старшей школе Mount Tabor High School, уже тогда показывал высокие результаты, в частности установил национальный рекорд в беге на 100 метров среди учеников старших школ — 10,08, а его результат в беге на 200 метров — 20,32 — был шестым за всю историю юниорского спорта в США.
В 2005 году Сэмюэлс вошёл в состав американской сборной и выступил на юниорском панамериканском первенстве в Уинсоре, где одержал победу в индивидуальном беге на 100 метров и в эстафете 4 × 100 метров. По итогам сезона включен в символическую сборную страны, составленную газетой USA Today, в то время как журналом Track & Field News признан легкоатлетом года среди школьников.
Продолжил спортивную карьеру в Университете Арканзаса, в составе университетской легкоатлетической команды «Арканзас Рейзорбэкс» успешно выступал на различных студенческих соревнованиях в США, трижды получал статус всеамериканского спортсмена.
В 2007 году на Панамериканских играх в Рио-де-Жанейро финишировал шестым в дисциплине 100 метров и вместе с соотечественниками стал бронзовым призёром в эстафете 4 × 100 метров. Принимал участие в чемпионате мира в Осаке, где в программе 100 метров дошёл до стадии четвертьфиналов.
В 2008 году на молодёжном первенстве Северной Америки, Центральной Америки и Карибского бассейна победил в беге на 100 метров и эстафете 4 × 100 метров.
В 2010 году среди прочего финишировал вторым на Мемориале братьев Знаменских в Жуковском, уступив на финише только титулованном соотечественнику Майку Роджерсу, при этом на международном турнире Spitzen Leichtathletik Luzern установил свой личный рекорд на дистанции 100 метров — 10,03.
Завершил спортивную карьеру по окончании сезона 2017 года.